# Frigg Oslo FK

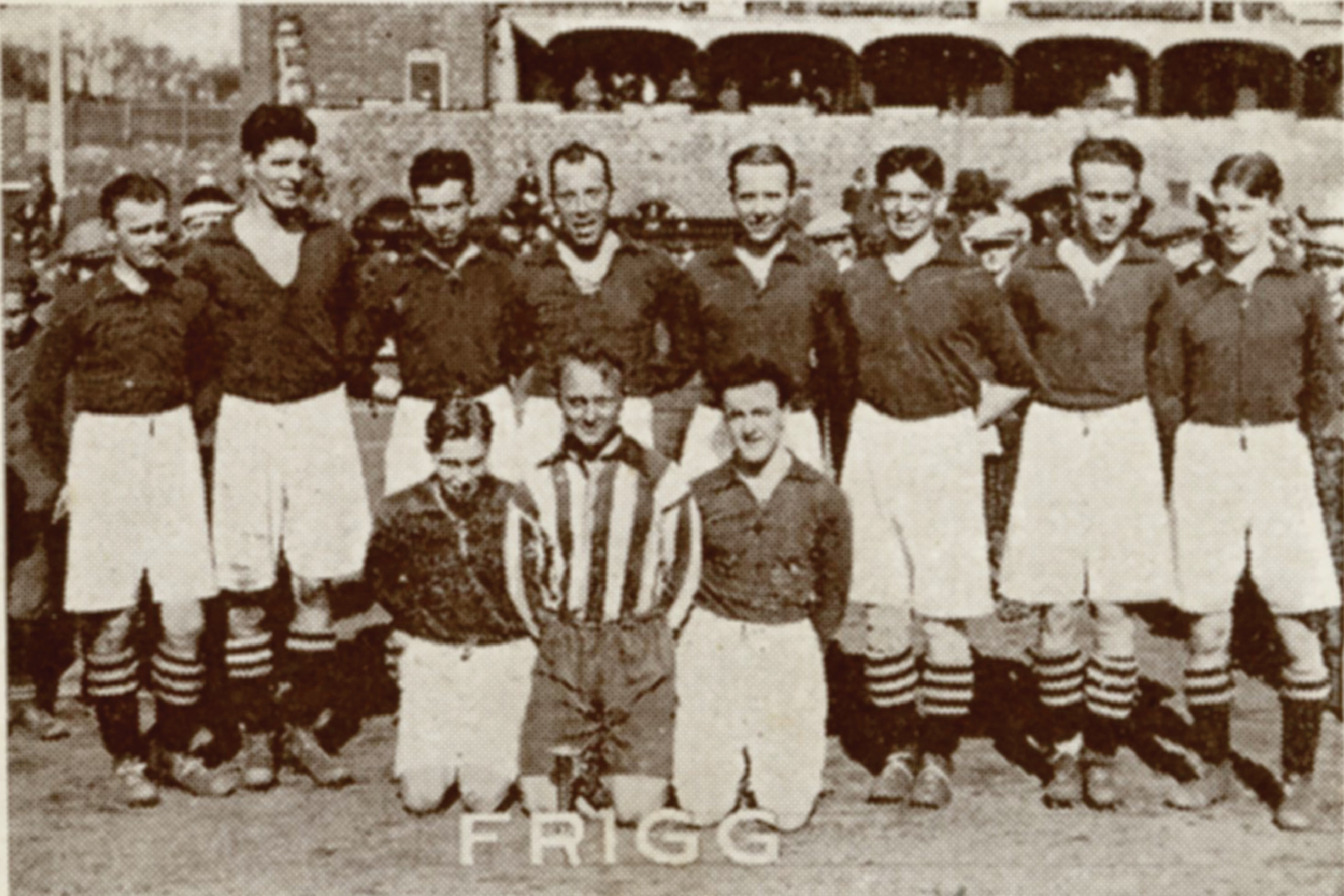
Selectie rond 1930

Frigg Oslo FK is een Noorse voetbalclub uit de hoofdstad Oslo. De club werd in 1904 opgericht en heeft blauw als traditionele kleur. In totaal speelde de club vijftien seizoenen in de hoogste klasse. Grootste succes van de club was het binnenhalen van de beker wat drie keer lukte tussen 1914 en 1921.

## Erelijst
- Beker van Noorwegen

Winnaar: 1914, 1916, 1921
Finalist: 1919, 1920, 1965

## Frigg in Europa
#R = #ronde, T/U = Thuis/Uit, W = Wedstrijd, PUC = punten UEFA coëfficiënten .
Uitslagen vanuit gezichtspunt Frigg Oslo FK
| Seizoen | Competitie           | Ronde | Land               | Club                 | Totaalscore | 1e W    | 2e W    | PUC |
| ------- | -------------------- | ----- | ------------------ | -------------------- | ----------- | ------- | ------- | --- |
| 1966/67 | Jaarbeursstedenbeker | 1R    | Vlag van Schotland | Dunfermline Athletic | 2-6         | 1-3 (T) | 1-3 (U) | 0.0 |

## Bekende (oud-)spelers
- Tom Blohm
- Egil Olsen, speler-coach